# Gjógv
Við Gjógv [ʧɛkv] (wörtlich: ‚[bei der] Felsspalte‘, dänisch Gjov) ist ein Ort der Färöer an der Nordostküste Eysturoys.
Gjógv ist das färöische Wort für ‚Felsspalte‘. Der Ort hat den Namen von der Felsspalte, in der sich ein kleiner natürlicher Hafen befindet.

## Geschichte und Sehenswürdigkeiten
Hauptattraktion des Dorfes ist die Felsspalte, nach der das Dorf benannt ist, mit dem natürlichen Hafen, der bereits zur Zeit der Wikinger benutzt worden sein soll.
Die Schule stammt von 1884 und die Kirche von 1929. Die Kirche ging in die Geschichte der Färöer ein, als sie am 26. Mai 1929 als erste Kirche des Landes in färöischer Sprache geweiht wurde. Der Propst Jákup Dahl gab hierzu die eindeutige Anweisung, weil es damals ein allgemeiner Wunsch der Bevölkerung war. Die Kirche ist gleichzeitig die erste Kirche an diesem Ort. Vorher mussten die Bewohner zu Gottesdiensten nach Funningur wandern. Die entsprechende Straße wurde erst 1960 gebaut.
Unweit der Kirche befindet sich – wie in zahlreichen anderen Ortschaften der Färöer – ein kleiner Park mit einem Denkmal für die auf See gebliebenen Fischer. Ihre Namen sind auf den im Park angebrachten Plaketten genannt. Das Denkmal aus Bronze wurde 1971 von Fridtjof Joensen (1920–1988), einem der bedeutendsten färöischen Künstler des 20. Jahrhunderts, geschaffen.
Am 22. Juni 2005 wurde das Dorf von Kronprinz Frederik und Kronprinzessin Mary besucht, wo der bekannte Opernsänger Rúni Brattaberg für sie sang.

## Persönlichkeiten
- Sigurð Joensen (1911–1993), färöischer Schriftsteller und Politiker
- Hans Jacob Joensen (1938–2021), erster lutherischer Bischof der Färöer in der Neuzeit
- Hans Jacob Debes (1940–2003), färöischer Historiker

## Trivia
- Gjógv ist Schauplatz des Romans Buzz Aldrin, hvor ble det av deg i alt mylderet? ‚Buzz Aldrin, wo warst du in all dem Durcheinander?‘ von Johan Harstad.

## Galerie

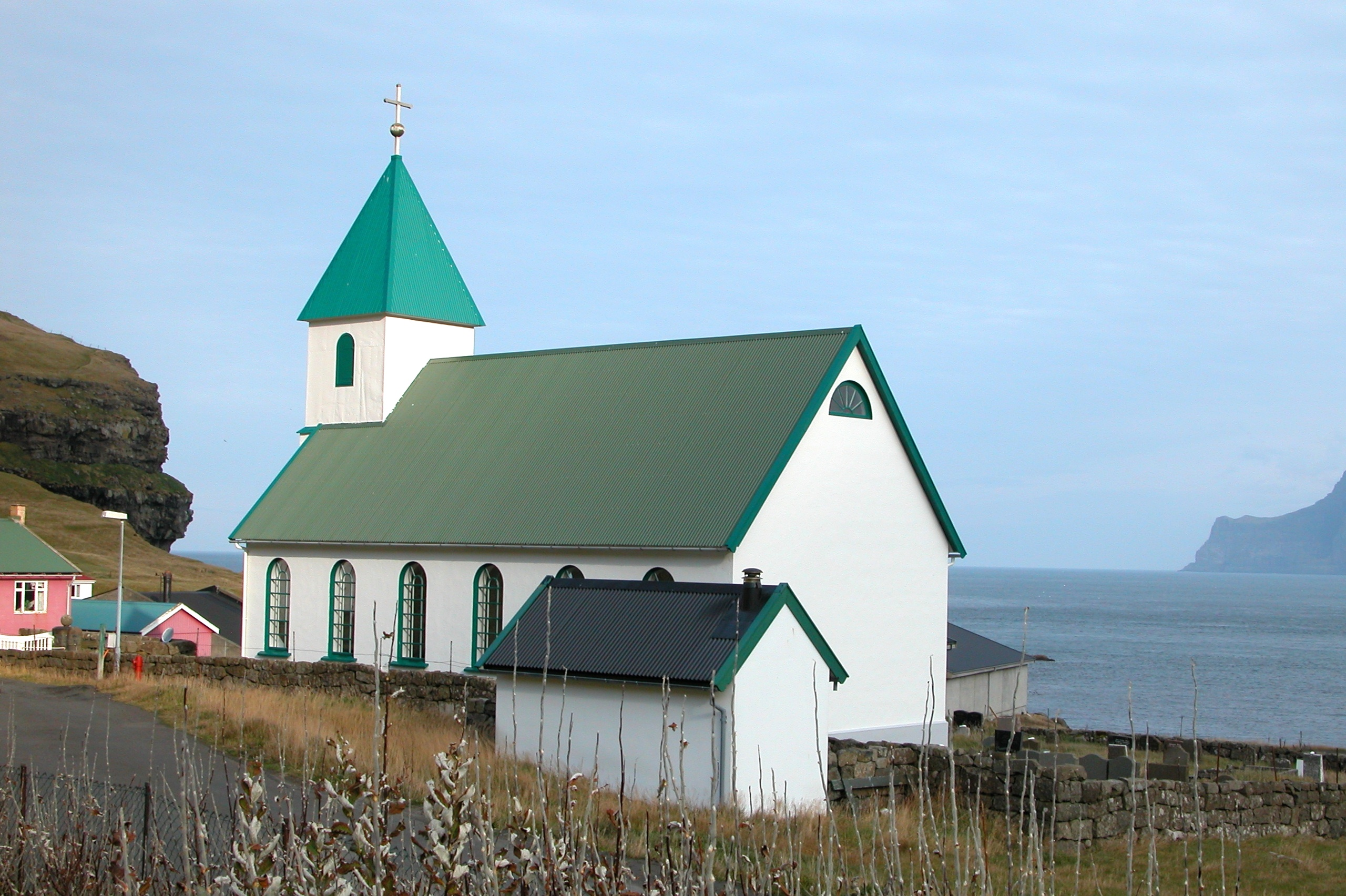
Gjógv Kirche
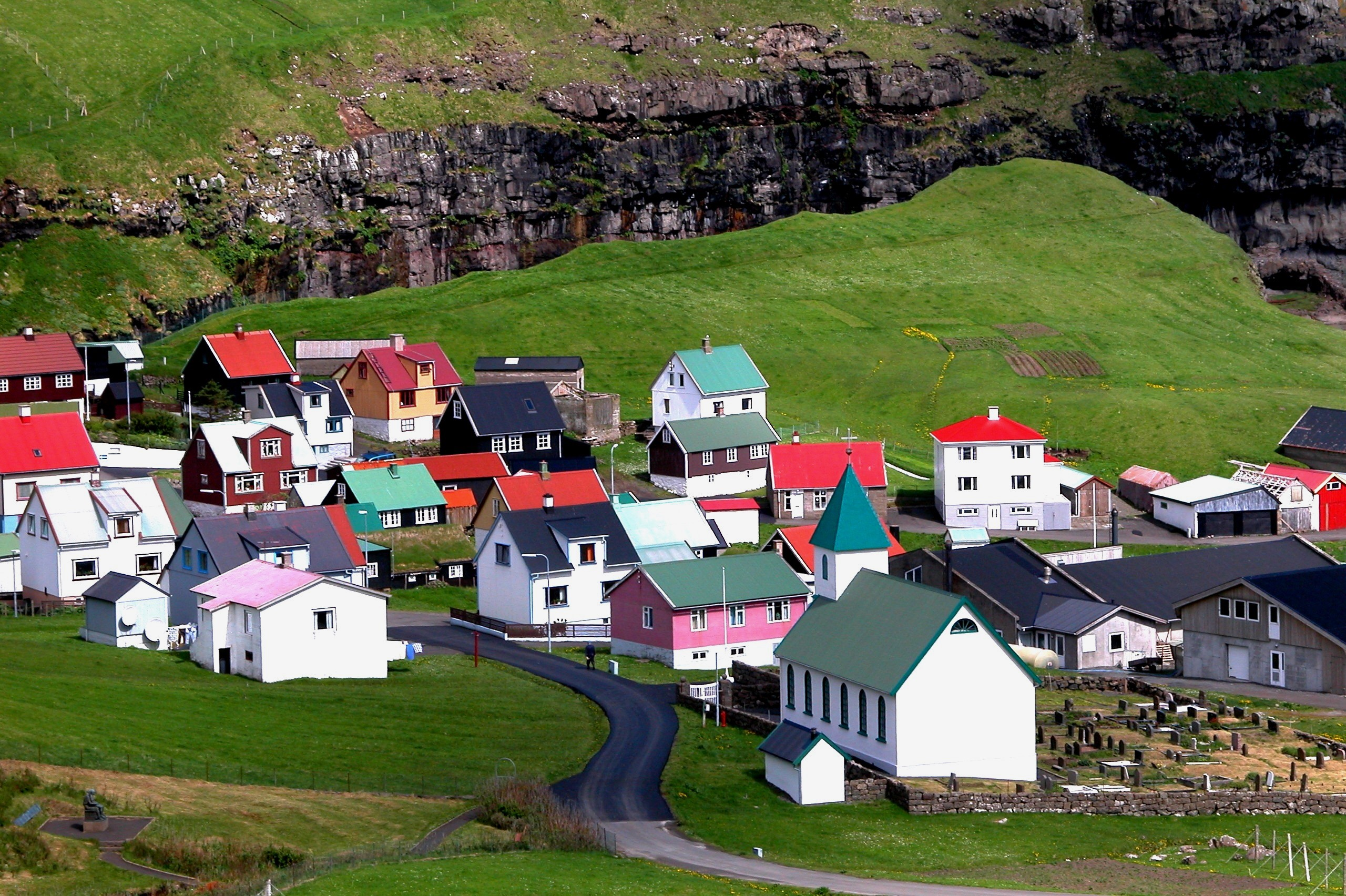
Gjógv
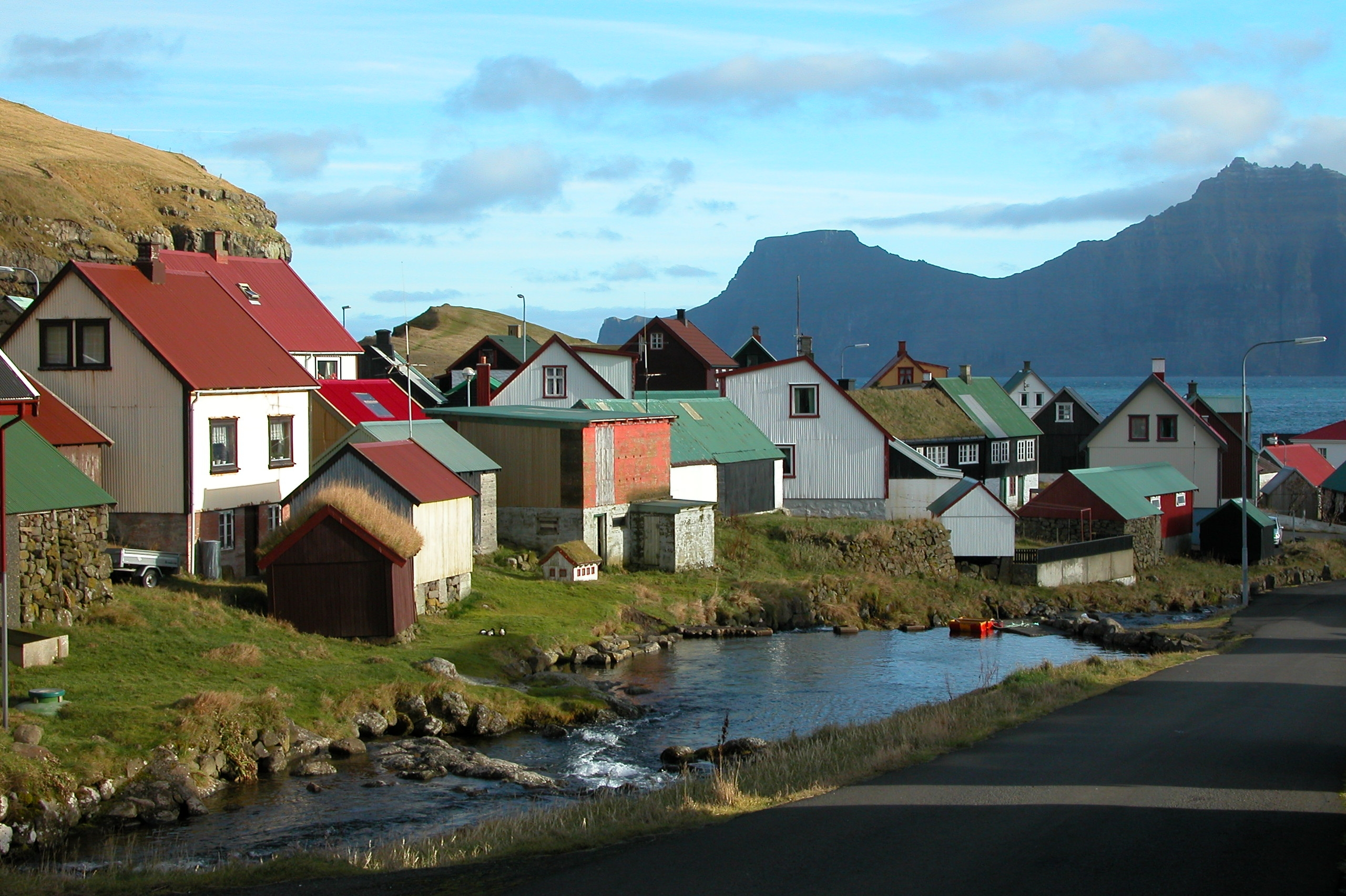
Ortsmitte
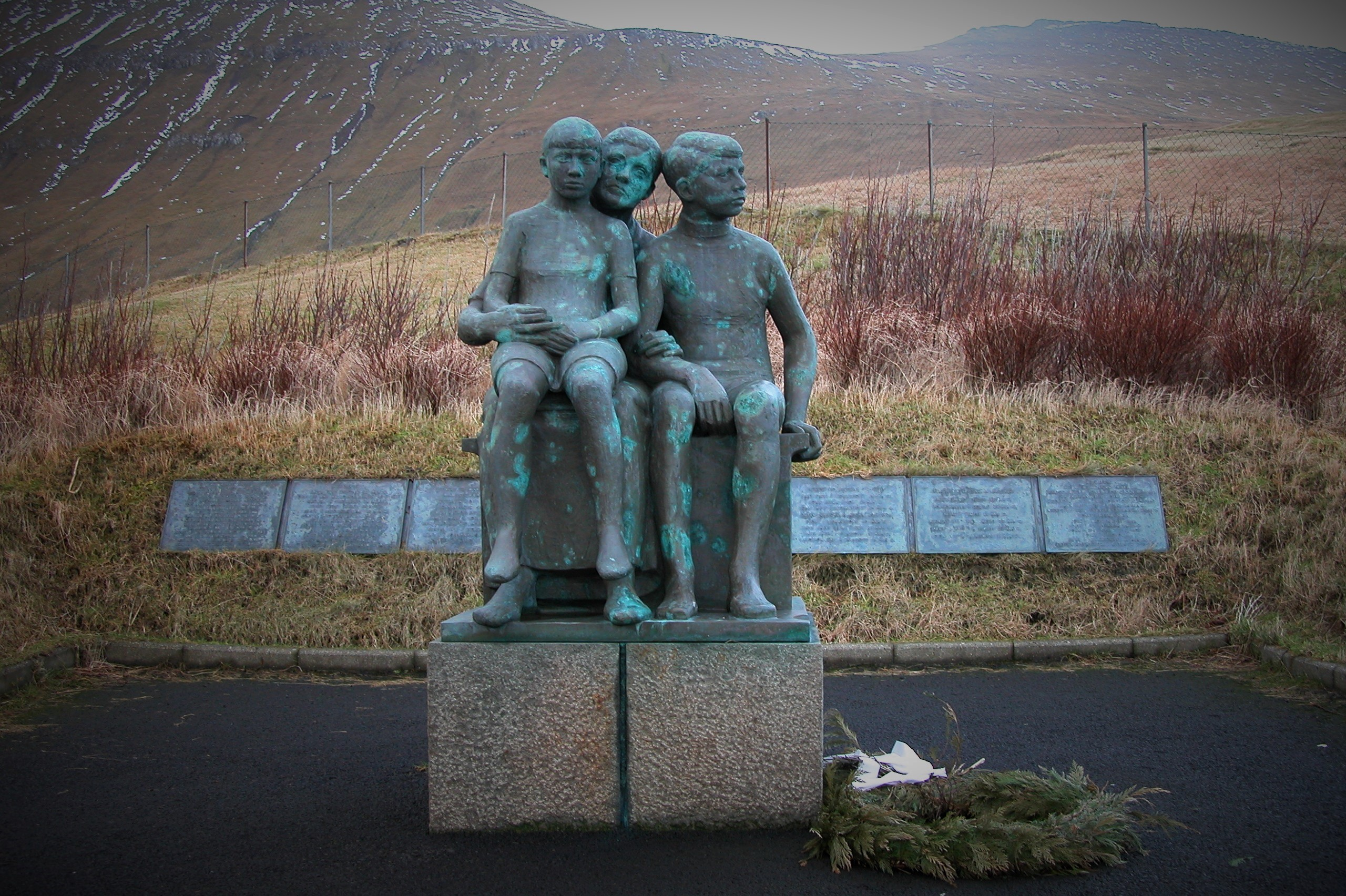
Das Denkmal wurde 1971 von Fridtjof Joensen geschaffen
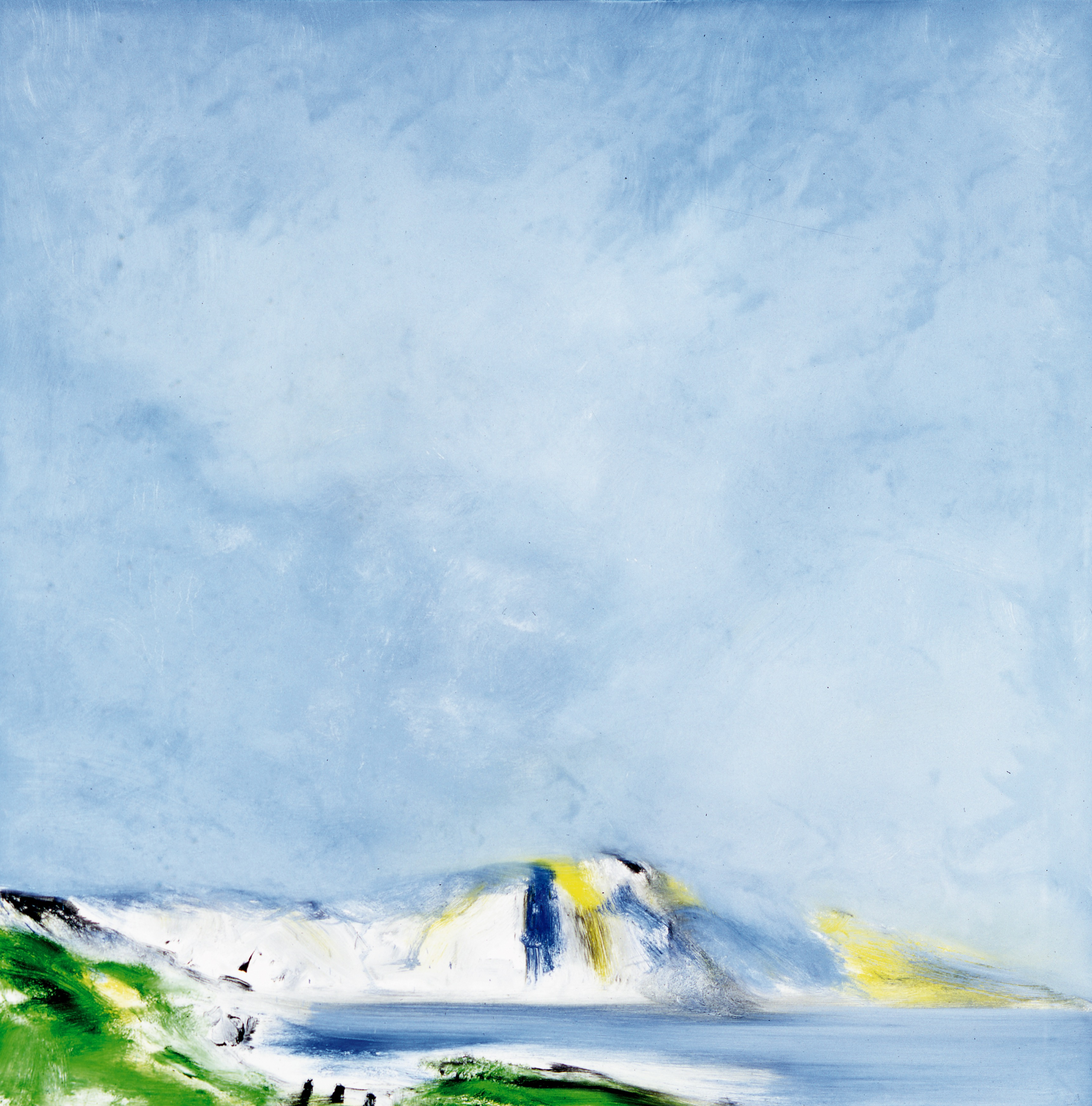
Ölgemälde von Ingo Kühl 120 × 120 cm, 1995
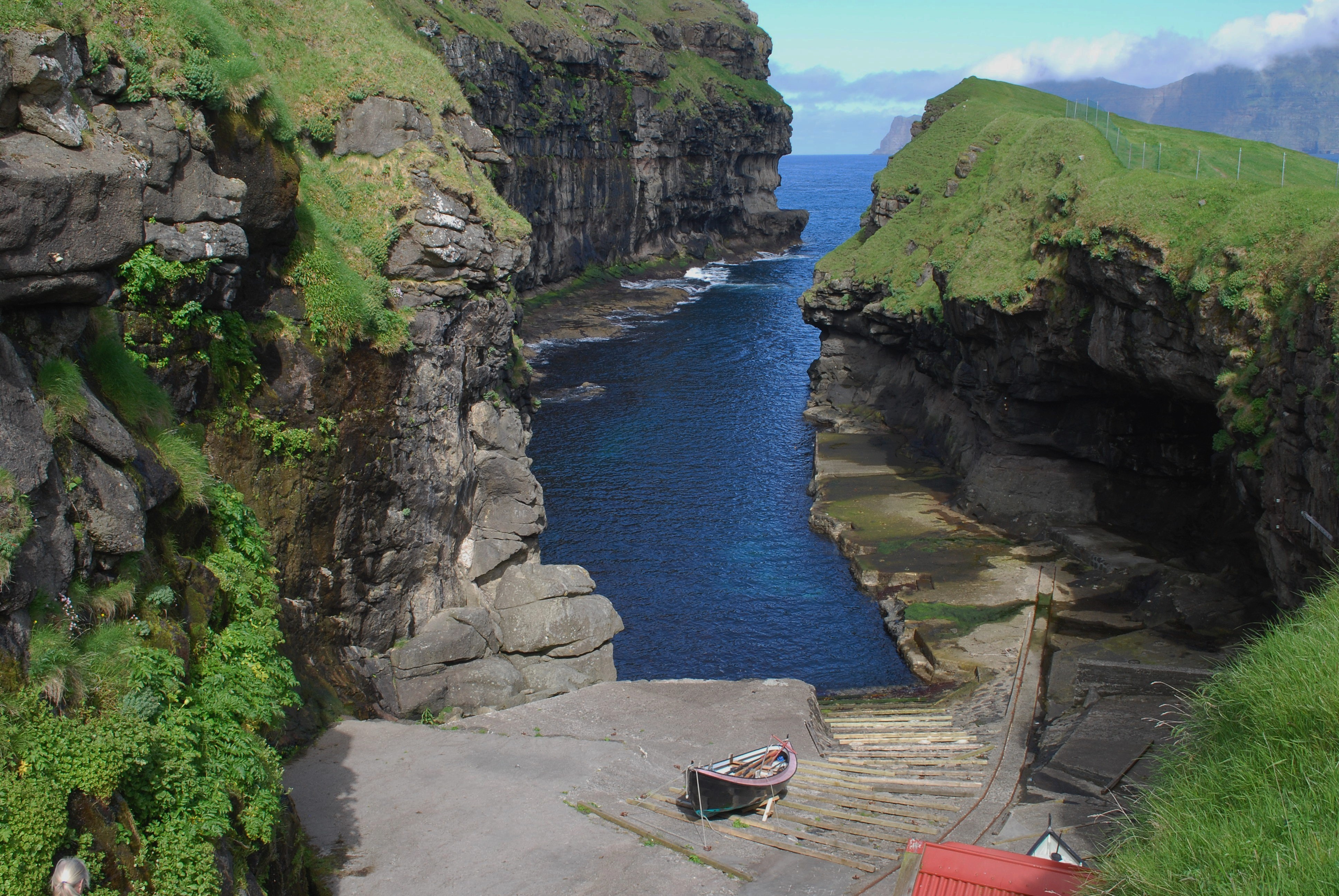
Der natürliche Hafen
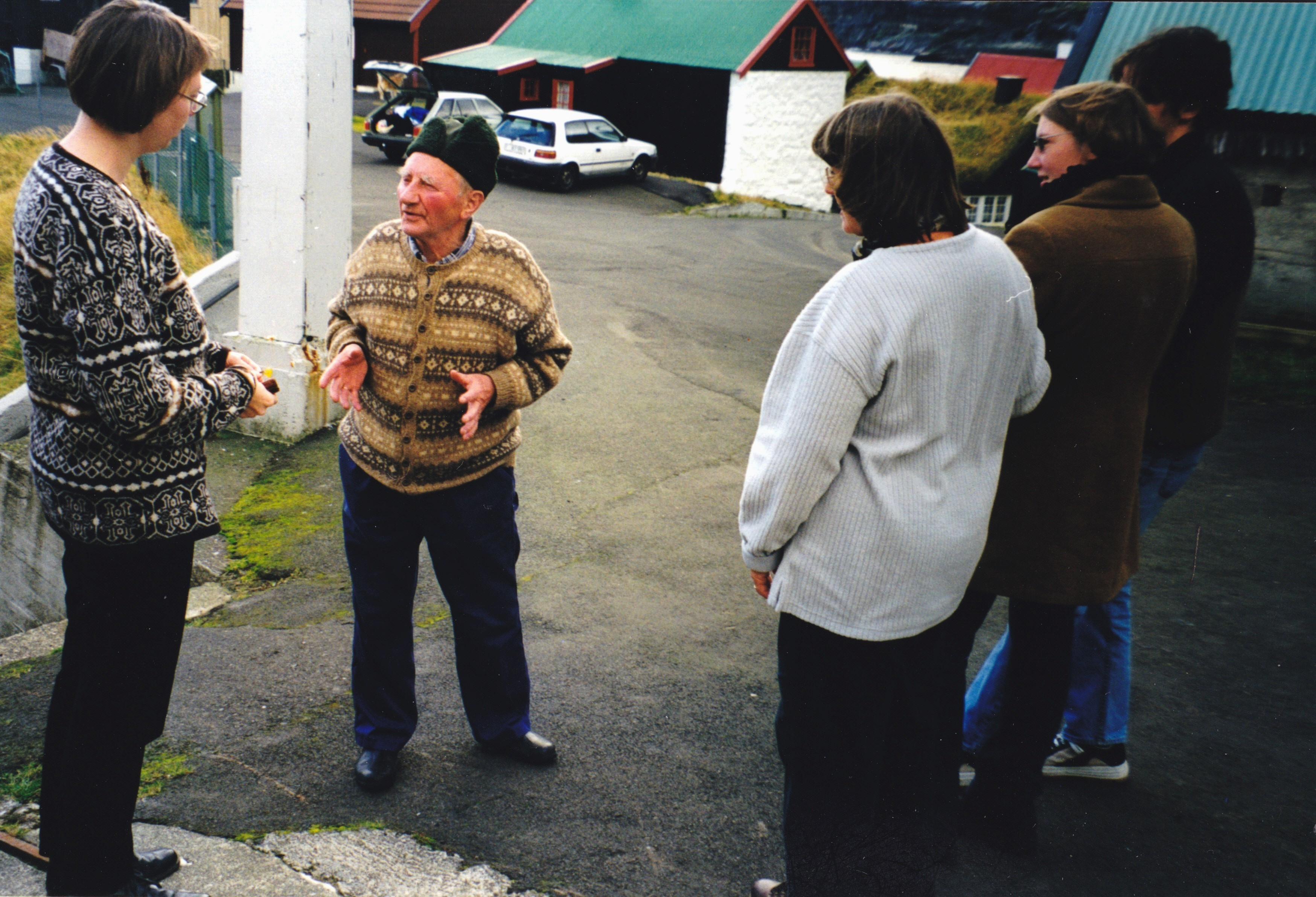
Jógvan und Touristen
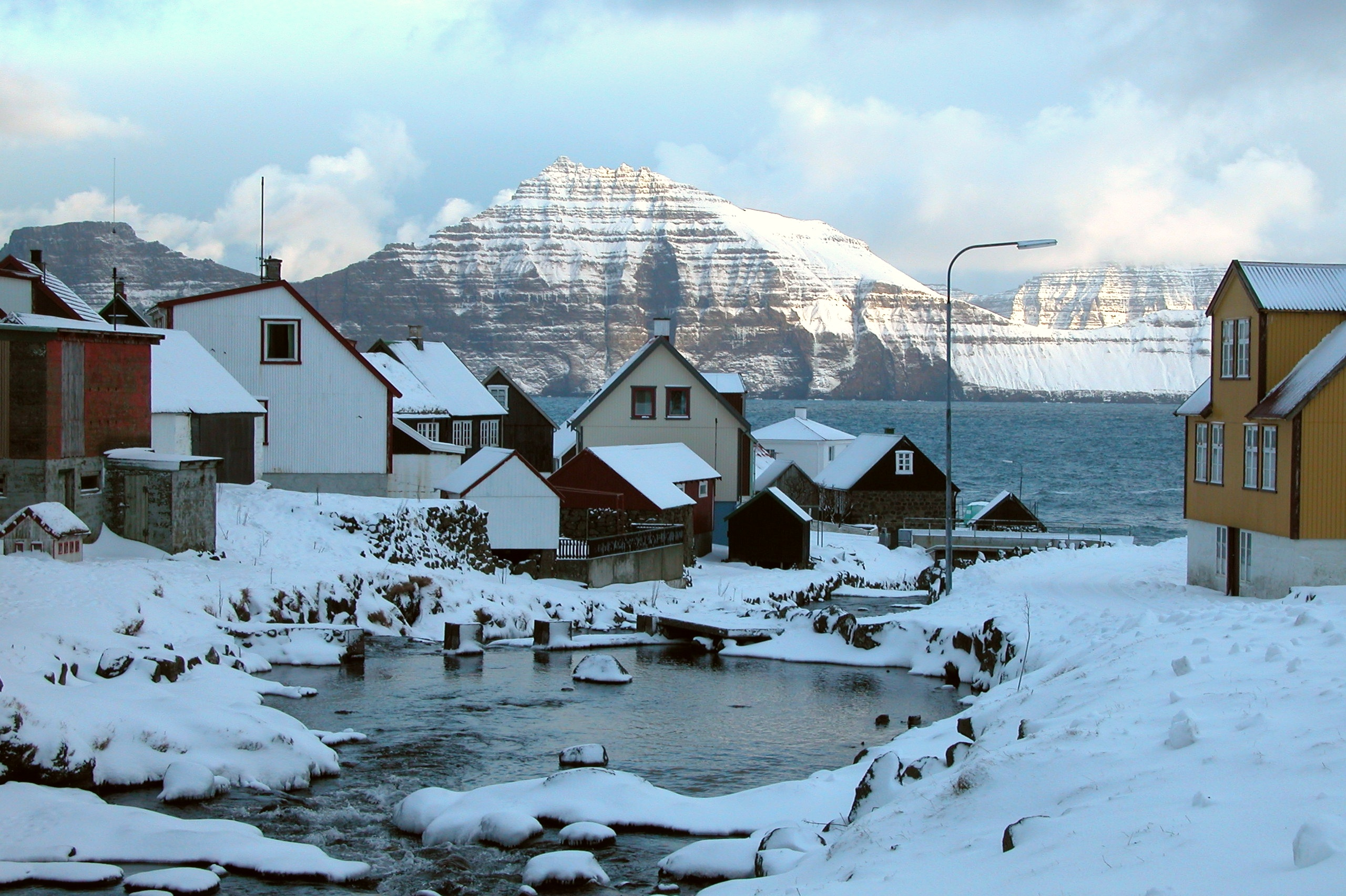
Gjógv im Winter
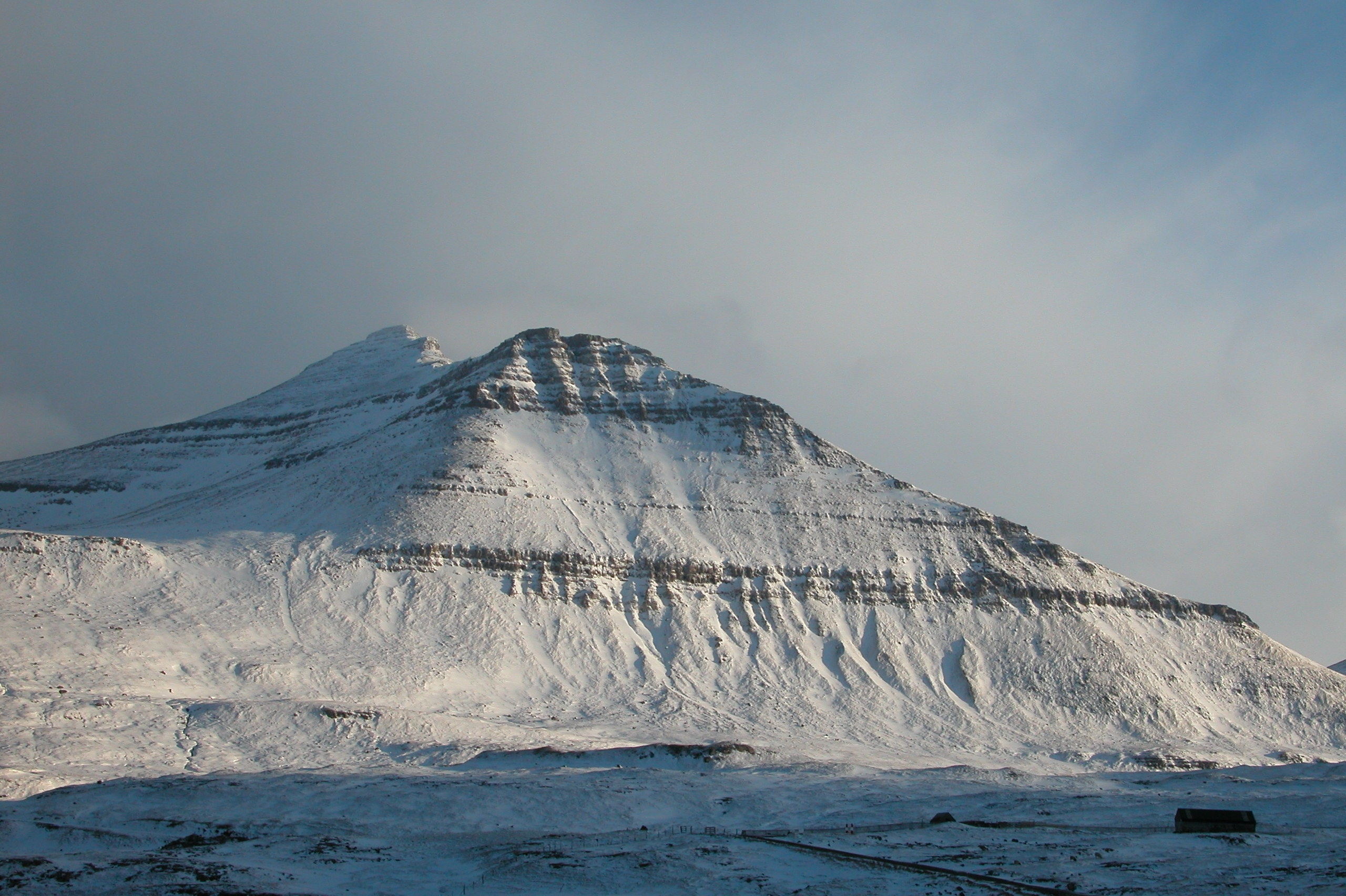
Slættaratindur